# Ruigpootuil
De ruigpootuil (Aegolius funereus) is een kleine uil uit de familie van de echte uilen (Strigidae). De wetenschappelijke naam van de soort werd als Strix funerea in 1758 gepubliceerd door Carl Linnaeus. De soort komt voornamelijk voor in dichte naaldbossen in het noorden van Noord-Amerika, Azië, Europa en in grote bergketens zoals de Alpen en de Rocky Mountains.

## Uiterlijk
Met een grootte van 24 tot 26 centimeter is de ruigpootuil een van de kleinere uilensoorten. De vleugelspanwijdte bedraagt 53 tot 60 centimeter. Tussen de geslachten bestaat een groot verschil in gewicht; mannetjes wegen gemiddeld ongeveer 100 gram, terwijl vrouwtjes tot 160 gram zwaar kunnen zijn. Verder lijken mannetjes en vrouwtjes erg veel op elkaar.
Een opmerkelijk uiterlijk kenmerk zijn de heldere, zwartgezoomde veren op de kop. Zoals bij alle uilen zijn de ogen relatief groot; de iris is geel. Deze vallen extra op door de lichte krans van uitstaande kopveren die de uil een schijnbaar ‘plat’ gezicht geven (de sluier). De ruigpootuil heeft een korte hals en een korte haaksnavel; vederoren ontbreken. De dekveren zijn op de rug grijsbruin met duidelijke, cirkelvormige witte vlekken. De borstveren zijn helder van kleur en voorzien van grijsbruine vlekken of strepen. De korte poten zijn wit bevederd tot de klauwen. Hieraan heeft het dier zijn Nederlandse naam te danken.
Jonge exemplaren zijn meer uniform donkerbruin gekleurd; bij hen zijn de witte accenten op het donkere gevederte nog niet duidelijk.

## Geluid
De zang van de ruigpootuil is onmiskenbaar en bestaat uit vier tot tien zeer snel opeenvolgende klanken, ongeveer klinkend als „oe oe oeoe oeoeoe…“, steeds hoger en luider. De roep is op een afstand van ongeveer 500 meter te horen. Naast deze roep kan de ruigpootuil nog een reeks andere geluiden produceren, waarvan sommige sterk aan het geluid van een bosuil doen denken.

## Leefgebied
Het leefgebied van de ruigpootuil bestaat uit grote, oude en verbonden bosgebieden in het bijzonder sparren-, dennen- en beukenbossen. In het broedseizoen zoeken de dieren een gebied uit waar voldoende boomholtes zijn. Daarnaast dient er voldoende dierlijk voedsel te zijn (zie hoofdstuk Voedsel). De meeste ruigpootuilen leven op een hoogte tussen de 750 en 2000 meter, hoewel de soort in Midden-Europa vaker op lagere hoogten broedt, bijvoorbeeld op de Lüneburger heide (Nedersaksen), in het zuiden van de deelstaat Brandenburg of in bosgebieden rond Wenen (330 m).
De ruigpootuil komt in een groot gedeelte van het noordelijk halfrond algemeen voor. Het leefgebied loopt van Alaska, de Rocky Mountains en de Grote Meren in Noord-Amerika, via de Alpen en Scandinavië in Europa tot de bossen van Rusland en Oost-Azië.
In noordoostelijk Frankrijk, Oost-België, Nederland, Duitsland (Sleeswijk-Holstein, Nedersaksen en Brandenburg) en Polen is de populatie de afgelopen decennia steeds groter geworden, onder meer vanwege gunstige leefomstandigheden en goede bescherming, waarbij ook nestgelegenheid in de vorm van speciale nestkasten wordt aangeboden. Dankzij het gematigde klimaat konden veel vogels 's winters overleven en dankzij de aanplanting van bos was er voldoende voedselgebied. Men schat dat er in West- en Midden-Europa totaal ongeveer 7000 ruigpootuilen zijn. In Polen en Tsjechië staat de uil echter nog op de rode lijst.
Er is een geografisch geïsoleerde populatie ruigpootuilen in de Kaukasus en in het westen van de Himalaya. Ook zijn de dieren gesignaleerd in de Karpaten, in Noord-Griekenland en in de Pyreneeën.

De ruigpootuil is geen trekvogel, maar toch kan het voorkomen dat grote groepen in de herfst naar het zuiden trekken.

### Voorkomen in Nederland
De populatie ruigpootuilen van de Lüneburger Heide (Nedersaksen) lag tot in de jaren 1970 het dichtst bij Nederland. In 1971 werd een dode ruigpootuil gevonden en anderhalf jaar later werd in Drenthe een mannetje ruigpootuil gehoord dat zich territoriaal gedroeg. Later bleek bij nader onderzoek dat er in de periode 1973 tot en met 1979 in de bossen van noordoost Drenthe maximaal negen paren ruigpootuilen hebben gebroed. Verder zijn er tussen 1975 en 2009 elf verzwakte, gewonde of dood gevonden ruigpootuilen gemeld.
In april 2008 heeft de ruigpootuil opnieuw in Drenthe gebroed; helaas heeft geen van deze jongen het overleefd na het uitvliegen. In juni 2008 vlogen er opnieuw vier jonge ruigpootuilen uit. Er bestaat een sterk vermoeden dat ook deze jonge uilen aan predatoren (havik) ten prooi zijn gevallen. Er zijn nu speciale nestkasten opgehangen in dicht naaldbos. Men hoopt dat de Drentse ruigpootuilen die in dicht naaldhout kunnen broeden, succesvoller zullen zijn.

## Taxonomie
Wereldwijd zijn er tot dusver zeven ondersoorten beschreven, waarvan het bestaan van vijf ondersoorten algemeen wordt aanvaard. De ondersoorten onderscheiden zich in grootte, tekening, kleur en leefgebied.
| Ondersoort                                      | Leefgebied                                                              | Bijzonderheden                                |
| ----------------------------------------------- | ----------------------------------------------------------------------- | --------------------------------------------- |
| Aegolius funereus funereus                      | Europa, van Scandinavië tot de Pyreneeën, Alpen, Griekenland en Rusland |                                               |
| Aegolius funereus magnus (Buturlin, 1907)       | Siberië                                                                 | groter dan de andere ondersoorten             |
| Aegolius funereus sibiricus (Buturlin, 1910)    | Centraal-Siberië tot Noordoost-China                                    | valer en gespikkelder dan andere ondersoorten |
| Aegolius funereus pallens (Schalow, 1908)       | Siberië tot Mongolië                                                    |                                               |
| Aegolius funereus beickianus (Stresemann, 1928) | Centraal-China                                                          | donker                                        |
| Aegolius funereus caucasicus (Buturlin, 1907)   | Kaukasus                                                                | klein en donker                               |
| Aegolius funereus richardsoni (Bonaparte, 1838) | Noordelijk Noord-Amerika                                                | groot en donker                               |

## Gedrag

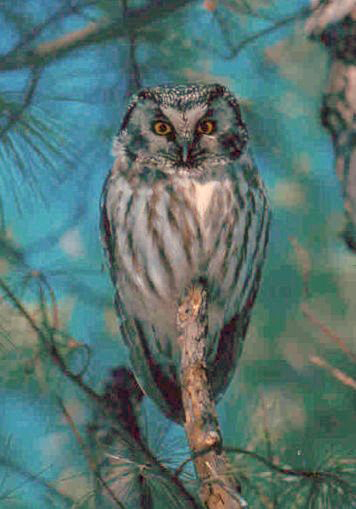
Rustende ruigpootuil in een boom; de borstveren zijn duidelijk gestreept

### Voedsel
De ruigpootuil leeft uitsluitend van dierlijk voedsel. Zijn dieet bestaat uit veel verschillende soorten kleine zoogdieren en in mindere mate uit kleine vogels en ongewervelde dieren. Woelmuizen, aardmuizen en echte muizen (bosmuis en grote bosmuis) vormen het belangrijkste deel van zijn uitgebreid voedselrepertoire.

### Jacht
De ruigpootuil jaagt voornamelijk ’s nachts, maar in noordelijk gelegen gebieden en op sombere dagen kan het voorkomen dat het dier overdag jagend wordt aangetroffen. De ruigpootuil is een meester in het wachten; hij kijkt geduldig tot hij een geschikte prooi in het vizier krijgt en vliegt er dan snel op af. Hierbij komen zijn goede oren goed van pas. Het dier kan met zijn oren zeer nauwkeurig de plaats van de bron van het geluid bepalen. Dit komt door de sterk asymmetrische gehoorgang.

### Rusten
De activiteitenfase begint in de duisternis en eindigt nog vóór de dageraad. In Midden-Europa breekt de activiteitenfase aan rond middernacht, in de korte zomernacht in het uiterste noorden later. De vlucht is bijna geruisloos en rechtlijnig (in tegenstelling tot bijvoorbeeld de steenuil). De uil brengt de dag over het algemeen stilletjes door in zijn schuilplaats, in het bijzonder in naaldbomen. Hij rust zelden in boomholten. Het dier rust staand met de veren langs het lichaam. In deze houding kan hij in de winter gedeeltelijk ingesneeuwd raken.
Af en toe onderbreekt een vogel zijn rust om zijn veren op te poetsen of een zonnebad te nemen. Het dier baadt vaak in water of in sneeuw.

### Sociaal en vijandelijk gedrag
De mannetjes zijn in Midden-Europa bijzonder territoriaal. Het territorium wordt afgebakend door op een bepaalde manier te zingen. Indringers worden verjaagd.
De ruigpootuil gaat vijandig gedrag het liefst zoveel mogelijk uit de weg. Als het toch tot een confrontatie met een naderende vijand dreigt te komen, neemt het dier zijn camouflagehouding aan: hij drukt zijn gevederte strak tegen het lichaam en gaat rechtop staan. In het geval van ononderbroken bedreiging kan deze houding in een dreigende positie veranderen, waartoe het dier het gevederte opzet en de ogen wijd openspert.

## Voortplanting
In het broedseizoen nestelen ruigpootuilen in holten in bomen, vooral de holen van de zwarte specht zijn geliefd. Het broedseizoen begint in Midden-Europa gewoonlijk halverwege maart. De twee tot zeven eieren worden door het vrouwtje in ongeveer 27 dagen uitgebroed. Na ongeveer 33 dagen verlaten de jongen het nesthol en worden dan nog minstens drie weken door de moeder verzorgd.
Gewoonlijk nestelen ruigpootuilen slechts één keer per jaar, maar in bepaalde omstandigheden (bijvoorbeeld bij eierverlies of bij zeer gunstige voedselvoorraden) kunnen de vrouwtjes een tweede keer broeden; ook dan wordt genesteld in een holle boom.

Uit onderzoek aan de ruigpootuilen in Drenthe in 2008 bleek dat de verse zwarte spechtholen in levende beuken mogelijk problematisch zijn voor ruigpootuilen in het Nederlandse klimaat (te vochtig). Verder zijn de jonge uilen in beukenbos mogelijk voor de havik gemakkelijker te vinden. Men hoopt dat betere broedresultaten behaald kunnen worden in speciale kasten opgehangen in dicht naaldbos.

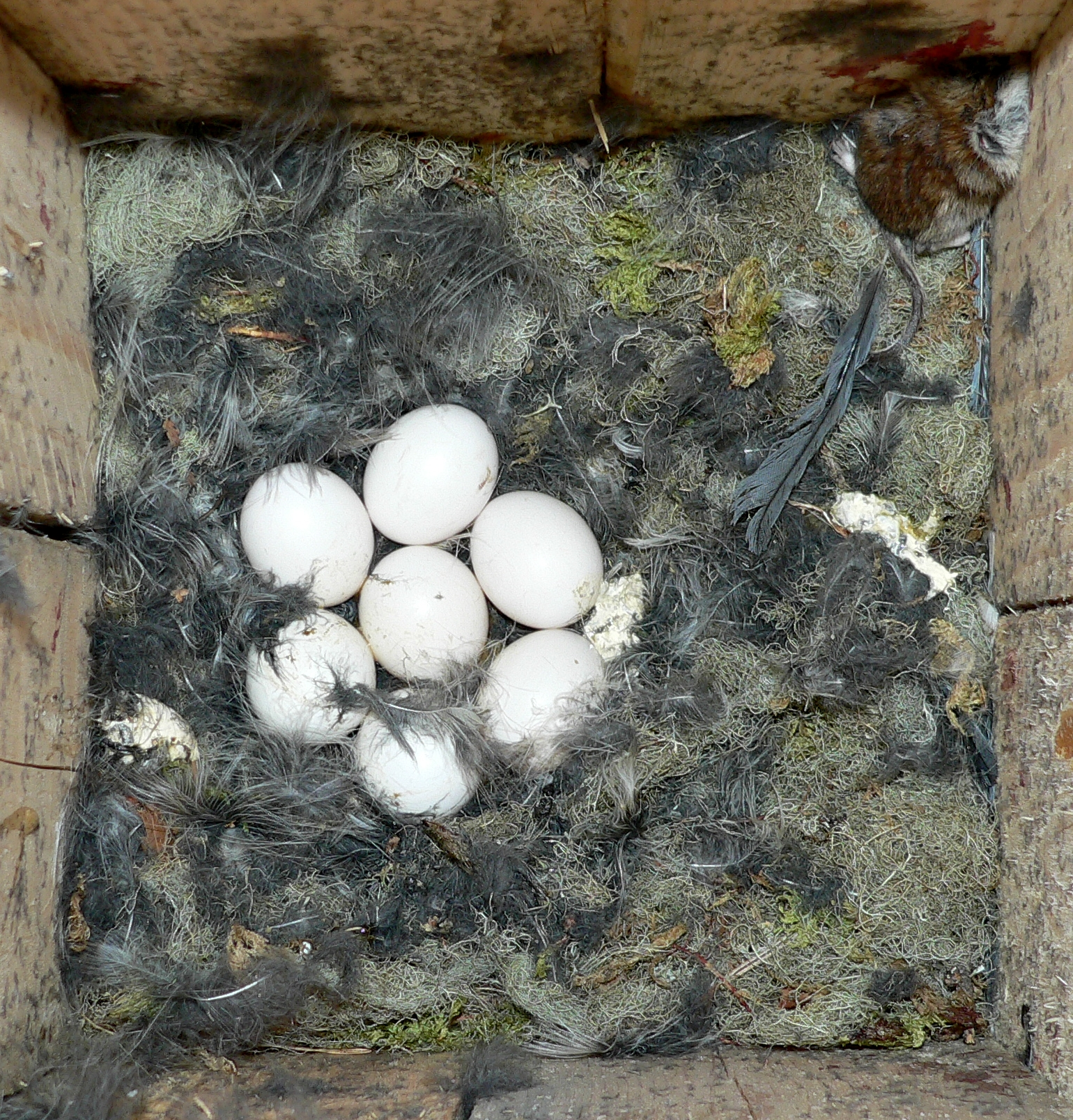
Nestkast met eieren en opgeslagen voedsel
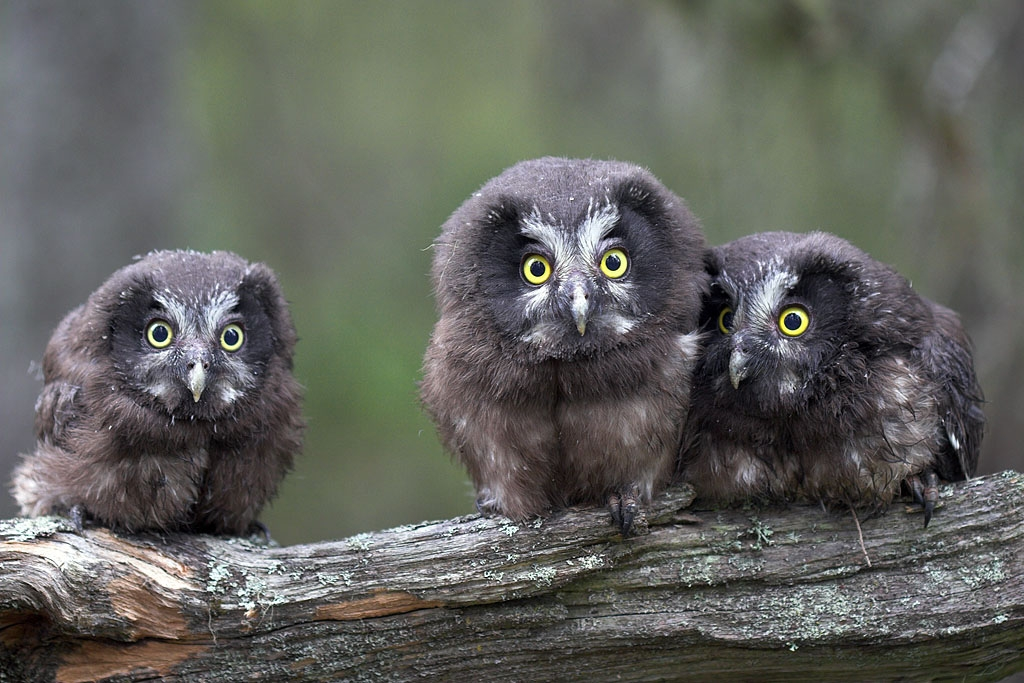
Jongen